# Polideportivo Daoíz y Velarde

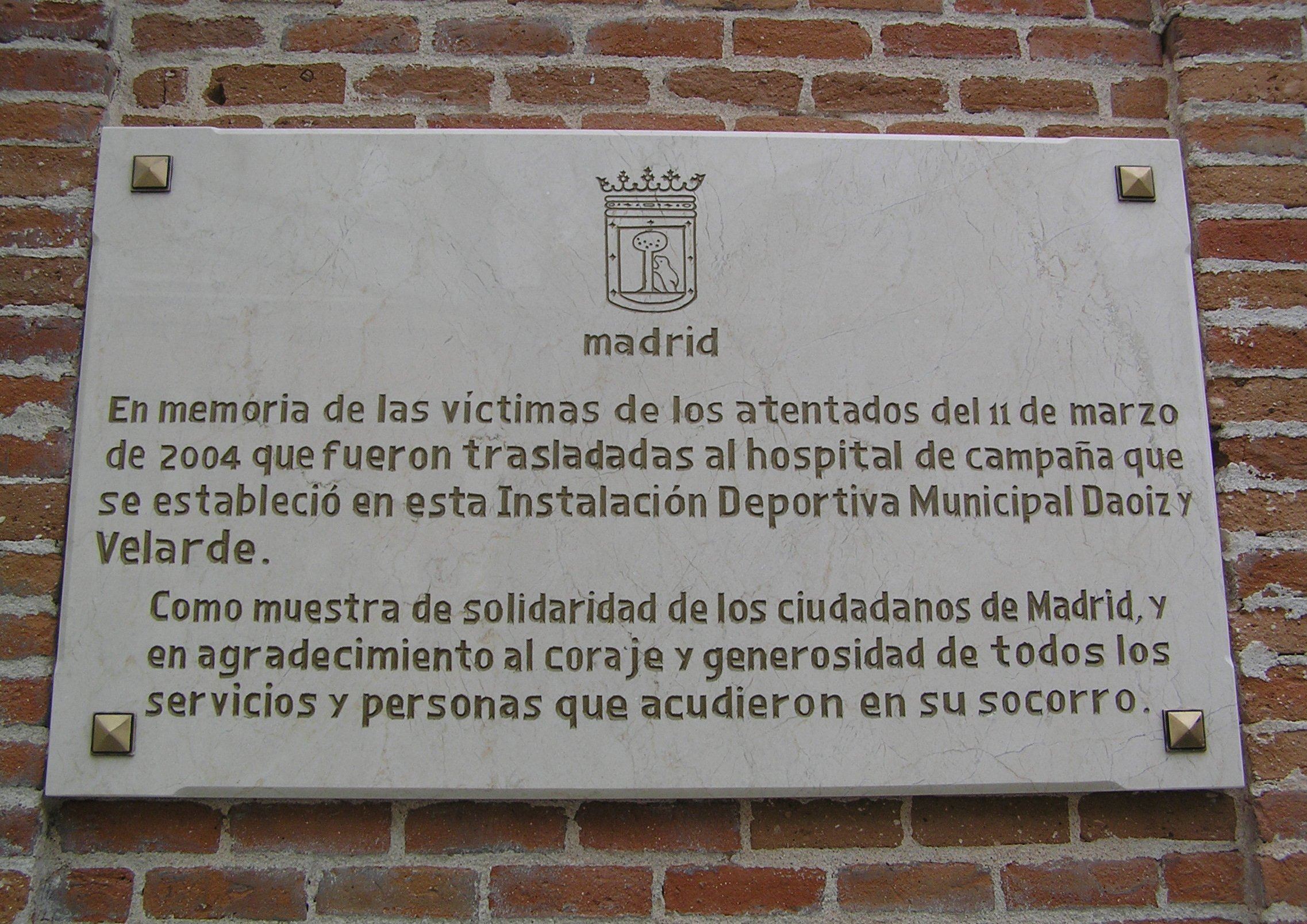
Placa en memoria de las víctimas, ubicada en las instalaciones deportivas Daoiz y Velarde

El Polideportivo Daoiz y Velarde de la ciudad de Madrid se encuentra entre la Avenida de la Ciudad de Barcelona y la Calle de Téllez, en el Distrito de Retiro, y junto a la junta municipal de dicho distrito. Debe su nombre al hecho de encontrarse ubicado en un antiguo cuartel del mismo nombre. A su vez el cuartel tomó su nombre de los capitanes de artillería Daoiz y Velarde que se sumaron al levantamiento del 2 de mayo de 1808 desde el Cuartel de Monteleón.
Es conocido porque durante los Atentados del 11 de marzo de 2004, se estableció un hospital de campaña en el interior del polideportivo para tratar a numerosos heridos del tren que hizo explosión en las vías que circulan en paralelo a la Calle de Téllez, cuando el polideportivo estaba en fase de construcción.
El conjunto de edificios militares fue cedido por Defensa al ayuntamiento a finales de los años 80 del siglo XX. Tras un largo periodo de abandono fueron rehabilitados en distintas fases a lo largo de la primera década del siglo XXI.
El polideportivo cuenta con muchas y modernas instalaciones, como: Fútbol Sala, Baloncesto, Piscina Cubierta, Sauna, Gimnasio, Pádel, etc.
- Datos: Q6081742
- Multimedia: Centro Deportivo Municipal Daoíz y Velarde, Madrid / Q6081742